# Kaumualiʻi
Kaumualiʻi (c. 1778 – 26 de mayo de 1824), también conocido como George Kaumualiʻi, fue el último Aliʻi Aimoku independiente, o gobernante, de las islas de Kaua'i y Niʻihau, antes de convertirse en vasallo del Rey Kamehameha I del Reino de Hawái en 1810. Fue el 23.er jefe supremo de Kauaʻi y en diversas fuentes occidentales, se refieren a él como 'rey'.

## Biografía
Kauaʻi y Niʻihau habían escapado al control de Kamehameha desde que éste intentara por primera vez incorporarlas a su reino en 1796, un año más tarde de que Kaumualiʻi se convirtiera en Aliʻi Nui. En aquella época, el gobernante de la Isla de Hawái encabezó una rebelión contra Kamehameha, obligándole a regresar. Volvió a intentarlo en 1803, pero la enfermedad hizo estragos entre su ejército y Kamehameha llamó a la retirada para curar a sus hombres y trabajar su estrategia. En los años siguientes, el monarca acumuló el mayor ejército visto jamás en Hawái – con goletas construidas en el extranjero y enormes cañones de guerra, equipada con cañones y llevando un amplio ejército. Kaumualiʻi, aliʻi nui de Kauaʻi, que había observado cómo Kamehameha componía sus fuerzas invasoras, decidió que tendría mayores posibilidades negociando que en el campo de batalla. Es posible que también le influyeran los comerciantes extranjeros, testigos de las continuas disputas entre Kamehameha y Kaumualiʻi, que ponían en peligro el comercio de madera de sándalo.
En 1810, Kaumualiʻi se convirtió en vasallo de Kamehameha y Hawái quedó unificada bajo un único soberano por primera vez. Kaumualiʻi siguió prestando servicio a Kamehameha como gobernador de Kauaiʻi.
El 3 de 0ctubre de 1818 se presentaron frente al Fort Elizabeth dos barcos de guerra de las Provincias Unidas del Río de la Plata, la fragata La Argentina y la corbeta Santa Rosa de Chacabuco reclamando la entrega de un grupo de amotinados que se había refugiado en el poblado costero de Waimea. En un principio el rey Kamuali´i protegió a los fugitivos en las murallas del fuerte. Debido a ello en las naves, comandadas por Hipólito Bouchard, se hicieron preparativos de combate. Ante la posibilidad inminente de un ataque, aceptó entregar a los cinco amotinados. Una corte marcial condenó a muerte al cabecilla que fue ajusticiado en la playa de Waimea.
Kamehameha murió en 1819 y el temor de los hawaianos a que Kaumualiʻi rompiera las relaciones de Kauaʻi y Hawái aumentaron. La viuda de Kamehameha, Elizabeth Kaʻahumanu, con gran poder político en el reino, secuestró a Kaumualiʻi y le obligó a contraer matrimonio con ella. De este modo, garantizaba la unión del conjunto de islas durante los reinados de los sucesores de Kamehameha. Permanecieron casados hasta la muerte de él en 1824. Kaumualiʻi gozaba de gran popularidad entre su pueblo y los extranjeros que visitaban y trabajaban en su tierra. El capitán George Vancouver, que obsequió al joven rey con un rebaño de ovejas, fue agasajado a su vez con un generoso banquete y hablaba de su anfitrión con gran entusiasmo. A Kaumualii le describían como apuesto, agradable y cortés, amén de como un líder capaz.
Tras la muerte de Kaumualiʻi en 1824, su hijo y heredero, el príncipe Keoki Peke Kaumualiʻi Humehume (1797–1826), (conocido también como George Tamoreʻe), intentó restablecer la independencia de Kauaʻi, pero finalmente fue capturado y llevado a Honolulu. 
La nieta del rey Kaumualiʻi, Aliʻi Kapiʻolani (1834–1899) de Hilo (conocida también como Kapiʻolani, hija mayor de la hija de Kaumualiʻi, la princesa Kinoiki Kekaulike de Kauaʻi) se casó con un Aliʻi de Kauaʻi, David Kalākaua, director general de correos del Reino de Hawái. En 1874, la pareja fue elegida por la asamblea legislativa de Hawái como rey y reina de las Islas Hawái, comenzando su reinado como el rey Kalākaua I y la reina Kapiʻolani, respectivamente. Otra nieta, la hermana menor de Kapiʻolani, Victoria Kūhiō Kinoike Kekaulike (1843–1884) de Hilo fue después ascendida a Gobernadora de la isla de Kauaʻi, a Princesa y Alteza Real. Su progenie, la llamada Casa de Kawānanakoa, es considerada como los reclamantes "legítimos" de la corona de la ahora extinta monarquía hawaiana. Su otra nieta, la princesa Virginia Kapoʻoloku Poʻomaikelani (1839–1895) sucedió a su hermana como Gobernadora de la isla de Kauaʻi y fue designada Guardiana de las Reales Tumbas.